# Kirsbach
Kirsbach é um município da Alemanha localizado no distrito de Vulkaneifel, estado da Renânia-Palatinado..
Pertence ao Verbandsgemeinde de Kelberg.